# Zeved Habat
Le Zeved Habat (זֶבֶד הַבָּת) est la cérémonie de nomination des filles, généralement un mois après la naissance de l'enfant. Elle se pratique surtout chez les Juifs séfarades. 
Les Ashkénazes se contentent généralement d'annoncer le nom de la petite fille en même temps qu'ils annoncent sa naissance à la synagogue. Dans la vallée du Rhin et en Suisse, ils pratiquaient la cérémonie "Hollekreisch" afin de nommer les filles et dans certains cas aussi les garçons.
À la source de zeved vient le mot matana, cadeau. 
L'événement se fête avec des chants et des poèmes lyriques ainsi qu'un grand repas de fête. Le raisonnement de base, tiré de la parasha Nitzavim, est que, dans la mesure où tout Israël a reçu la Torah au mont Sinaï, les filles méritent tout autant que les garçons d'entrer dans l'alliance (brith) contractée par Abraham avec Dieu.
Elle vient donc en quelque sorte se substituer à la circoncision, l'excision clitoridienne n'ayant pas cours dans le judaïsme, et rappeler que la femme n'est aucunement inférieure à l'homme, bien que d'après certaines traductions du récit de la Genèse, elle lui soit subordonnée.

## La cérémonie du Zeved Habat
La cérémonie peut se faire aussi bien à la synagogue qu'à domicile.
La maman remercie Dieu pour l'accouchement (Birkat hagomel).
On chante certains versets du Cantique des Cantiques (2:14, et si c'est une aînée, le verset 6:9).
Vient ensuite la prière où le nom est donné (mi cheberakh, cf. infra).
Une autre habitude qu'a prise le peuple d'Israël, sur la base du Midrash, est de dire un verset du Cantique des Cantiques ou des Psaumes commençant par chacune des lettres du prénom du bébé.
Il peut également s'y ajouter la bénédiction des Prêtres (Birkat kohanim).

### Mi sheberach, la bénédiction de nomination de la fille
Les termes entre parenthèses sont inclus dans les siddourim sépharades du Maroc, mais pas sépharades portugais.
מִי
שֶׁבֵּרַךְ
(אִמּוֹתֵינוּ)
שָׂרָה
וְרִבְקָה.
רָחֵל
וְלֵאָה.
וּמִרְיָם
הַנְּבִיאָה
וַאֲבִיגַיִל.
וְאֶסְתֵּר
הַמַּלְכָּה
בַּת
אֲבִיחַיִל.
הוּא
יְבָרֵךְ
אֶת
הַיַּלְדָּה
הַנְּעִימָה
הַזּאת.
וְיִקָּרֵא
שְׁמָהּ
(בְּיִשְׂרָאֵל)
פלונית.
בְּמַזַּל
טוֹב
וּבְשַׁעַת
בְּרָכָה.
וִיגַדְּלֶהָ
בִּבְרִיאוּת
שָׁלוֹם
וּמְנוּחָה.
וִיזַכֶּה
לְאָבִיהָ
וּלְאִמָּהּ
לִרְאוֹת
בְּשִׂמְחָתָהּ
וּבְחֻפָּתָהּ.
בְּבָנִים
זְכָרִים.
עשֶׁר
וְכָבוֹד.
דְּשֵׁנִים
וְרַעֲנַנִּים
יְנוּבוּן
בְּשֵׂיבָה.
וְכֵן
יְהִי
רָצוֹן
וְנאמַר
אָמֵן׃
Traduction:
“Lui qui bénit (nos mères),
Sarah et Rébecca, Rachel et Léa, et la prophétesse Myriam et Abigaël
et la reine Esther, fille d'Abi'hayil —
puisse-t-Il bénir cette chère fille, et que son nom (dans l'assemblée d'Israël) soit... [Unetelle fille d'Unetelle]
avec bonne chance et en une heure bénie;
Puisse-t-elle grandir en bonne santé, dans la paix et la tranquillité;
Puissent son père et sa mère voir sa joie et son mariage, et ses fils, être riches et honorés; 
Et puissent-ils vivre en bonne santé jusqu'à un âge avancé;
Et qu'ainsi soit Sa volonté, et disons, Amen (je crois)!”.

## articles connexes
- Hollekreisch
- Nomination dans le judaïsme
- Brit Milah